# Oficina Filatèlica i Numismàtica de la Ciutat del Vaticà
L'Oficina Filatèlica i Numismàtica de la Ciutat del Vaticà (en italià: Ufficio Filatelico e Numismatico) s’encarrega d’emetre els segells postals i monedes de la Ciutat del Vaticà.
Tot i que els segells del Vaticà només es poden utilitzar a la Ciutat del Vaticà i la quantitat de monedes en euros està limitada pel tractat amb Itàlia (el valor total de totes les monedes encunyades el 2002 es va limitar a 310.400 €). Les monedes i els segells del Vaticà serveixen com un signe important de la sobirania del Vaticà, i la seva escassetat i disseny els fan populars i valuosos entre els col·leccionistes.
L’interès públic per la moneda i els segells del Vaticà es va considerar suficient per justificar un Museu Filatèlic i Numismàtic (Il Museo Filatelico e Numismatico) que s’ha obert com a part dels Museus Vaticans el 2007. Es van emetre dos segells especials sobre el museu a la seua obertura.
Les monedes d’euro emeses pel Vaticà són encunyades per l'Istituto Poligrafico e Zecca dello Stato d’Itàlia.
El 2017, el Vaticà va honrar el 500è aniversari de la Reforma Protestant emetent segells de Martí Luter.